# Astra (Argentine)
Pour les articles homonymes, voir Astra.
Astra, aussi appelée Kilómetro 20, est une localité rurale argentine située dans le département d'Escalante, dans la province de Chubut. Elle est un barrio (quartier) situé dans la « zone nord » (Zona Norte) de la municipalité de Comodoro Rivadavia, et en raison de sa distance, c'est une composante qui n'a pas été agglomérée jusqu'au recensement de 2001. Bien qu'elle soit désormais traitée comme un quartier de la ville pétrolière du sud, elle est traitée comme une localité selon l'Indec. Elle est située à 20 km du centre de l'agglomération urbaine, étant à 3 km du quartier le plus proche de l'agglomération de la ville de Chenque.

## Description
Le barrio (quartier) combine des maisons modernes et des maisons anciennes ; il conserve également des structures historiques telles que la gare d'Astra et d'autres datant de l'âge d'or de l'entreprise pour les employés, comme un cinéma, un club, une école, une usine de briques et même son propre abattoir. Un autre élément caractéristique est son boisement avec des arbres centenaires.

## Histoire

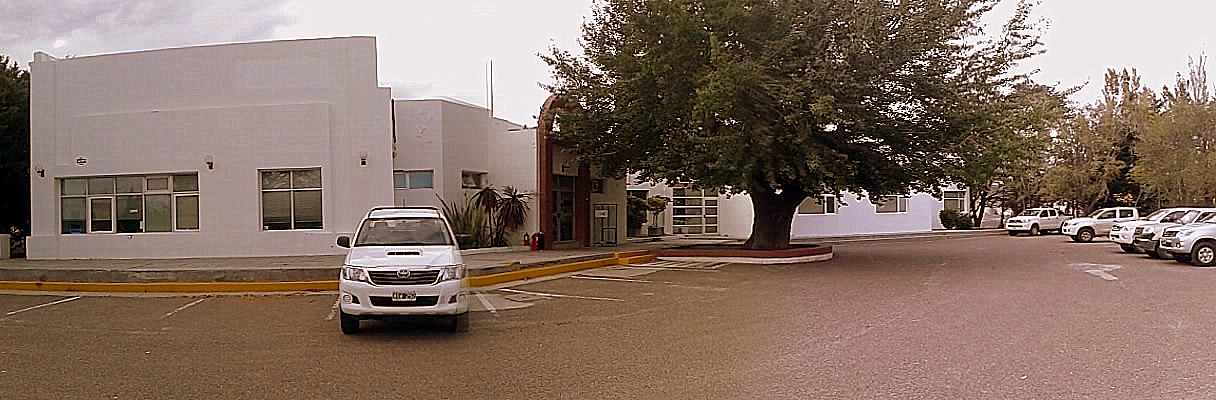
Centre administratif d'YPF à Astra.

Un camp fut fondé par le Sindicato Petrolífero Astra Argentina autour du premier puits d'exploration qu'il a testé dans le lot 138 de la colonie de Boers sur des terres appartenant à la famille Du Plessis, après avoir obtenu le permis correspondant le 30 juin 1912. Son premier colon était Marta Eggeling, la troisième fille du mariage de Marta Lehrke et du géomètre Herman Eggeling. Elle est née le 12 décembre 1912 dans une cabane en tôle avec un toit en bâche qui avait été improvisée par les travailleurs du syndicat près du puits de découverte.
Sa grande performance est née le 15 décembre 1916, après la réussite de l'extraction du pétrole. Un camp de la compagnie pétrolière Astra a alors été créé et est rapidement devenu un village organisé sous la direction de la compagnie pétrolière. À son apogée, la ville comptait plus de 1 500 travailleurs, dont beaucoup étaient des populations entières d'immigrants qui vivaient dans les gamelas. Depuis son arrivée, la société a construit des maisons et même un parc pour les travailleurs. Depuis le début de l'exploitation, la société a acquis un total de 8 968 hectares. Les bâtiments du « village » naissant étaient construits en bois et en tôle de zinc. Le premier bâtiment matériel a été la cuisine centrale, érigée en 1916 avec des pierres taillées par les mêmes tailleurs de pierre qui, en 1917, ont donné à l'administration son siège, un bâtiment qui éblouit encore à l'entrée du quartier.
Une fois le champ en production, la société a procédé à la construction de réservoirs de collecte, d'une station de pompage, d'une usine de déshydratation, de pipelines, d'une distillerie, d'une centrale électrique, de la maison d'administration de la société, de plusieurs maisons pour le personnel célibataire et marié, et d'une usine de stockage. A quelques kilomètres de là, la société a installé une jetée pour transporter les hydrocarbures vers la mer. Cela a conduit à la création d'une autre ville, Caleta Córdova, dont le système de chargement par pipeline sous-marin a été inauguré en 1924, le premier de ce type dans le pays. Les installations ont ensuite été vendues à YPF en 1937. Dans le quartier lui-même, le matériau a été utilisé pour la centrale électrique de la ville, certaines maisons du personnel, les logements des employés hiérarchiques, le poste de police, les ateliers et la salle des fêtes avec son bar-restaurant.
En 1918, l'usine de briques appartenant à des Allemands a produit jusqu'à 59 000 briques par mois au cours de sa première année de fonctionnement. Il utilisait de la chaux obtenue en broyant des huîtres de mer de la colline de Caracola. Ces briques ont façonné les bâtiments les plus pittoresques de la région, comme Diadema Argentina. Dans le quartier lui-même, ce matériau a été utilisé pour la centrale électrique de la ville, certaines maisons du personnel, les logements des employés hiérarchiques, le poste de police, les ateliers et la salle des fêtes avec son bar-restaurant.
En 1922, Astra a construit sa propre école, soulageant ainsi sa population de cordonniers grâce à l'éducation. D'autres ouvrages fournis par l'entreprise à ses employés étaient le cinéma, l'hôpital, la chapelle et divers terrains de sport pour différents sports financés par Astra. Sa briqueterie, sa compagnie pétrolière et sa gare ferroviaire ont joué un rôle essentiel dans la construction du phare de St. George en 1925. La compagnie a créé sa distillerie, qui a commencé à fonctionner en 1926, et à la fin de l'année suivante, l'essence pouvait être achetée et vendue dans des bidons de 10 ou 15 litres. Des années plus tard, la raffinerie sera détruite par un incendie. Elle dépendait de la société Astra, créée en 1912. Son activité a atteint son apogée pendant le boom pétrolier de la région et à partir de 1958 ; un rapport des chemins de fer d'État indique qu'elle comptait 1500 habitants Sa croissance a stagné et a commencé à décliner dans les années 1960, lorsque la société a changé de propriétaire. L'exploration totale de 1912 à 1960 a été de 1 149 puits dans une zone de 5 927 hectares. Cela a donné une production cumulée de 6 000 000 m2 de pétrole. Cependant, à partir des années 1960, la production a commencé à décliner. C'est précisément à partir de cette décennie que le déclin du site a commencé, car de nombreux travailleurs ont migré vers la zone urbaine en raison des licenciements et de la méfiance. En 1970, l'entreprise s'est diversifiée et s'est divisée en deux secteurs :
- Astrafor : a formalisé des contrats avec YPF dans la bataille pétrolière de Frondizi et s'est vu attribuer la zone d'El Huemul à Santa Cruz.
- Astrasur : créée en 1969, elle a obtenu une raffinerie sur le site de la PCR, qu'elle a maintenue en activité jusqu'en 1982.

Au cours des années 1970, la localité a été entraînée avec d'autres, dans un processus où les compagnies pétrolières privées et l'entreprise publique se sont désolidarisées de l'administration des services dans leurs camps (aujourd'hui quartiers). En conséquence, l'administration est passée aux mains de la municipalité de Comodoro, centralisant ces camps et quartiers dans la zone nord (Zona Norte) ; une division politique en cinq districts et une représentation populaire des quartiers par des associations de quartier ont été imposées en 1972. La ville ou la localité est devenue un quartier de Comodoro, mais ne faisait pas partie de son agglomération jusqu'alors. Un autre coup déstabilisant qui a contribué à son dépeuplement a été la fermeture de sa gare et la fermeture totale du chemin de fer de Comodoro Rivadavia en 1979.
Dans les années 1980, avec d'autres quartiers du nord de Comodoro, il a participé à la tentative ratée de municipalisation de la Zona Norte, mettant ainsi fin aux prétentions séparatistes de la zone depuis lors. En 1987, grâce aux contributions d'YPF, le musée paléontologique d'Astra a été construit sur le côté de la route nationale 3.
Le 15 décembre 2012, le centenaire du quartier a été célébré par une cérémonie commémorative devant le premier puits de pétrole du quartier, avec la participation des autorités municipales et de nombreuses familles et personnes liées à Astra. Il a également été révélé la nouvelle que le quartier serait déclaré patrimoine historique de la ville depuis son entrée dans le dossier de la ville le 4 décembre 2012. Au cours de l'année de son centenaire, la société YPF, récemment nationalisée, a tourné une partie de son spot publicitaire dans cette localité, Diadema Argentina et les camps pétroliers d'YPF. Depuis son centenaire jusqu'en 2013, des travaux ont été réalisés pour rendre le quartier plus touristique, son circuit consiste en une visite de l'administration, du puits no 1, de l'église, du bar et de l'ancien cinéma du lieu, la proposition étant de savoir à quoi ressemblait la vie des travailleurs du pétrole à l'intérieur du camp.
Son image de zone hautement industrielle est diluée par des usines fermées, des arbres secs et vieux, de vieux services, le manque d'infrastructures et des bâtiments du patrimoine historique et culturel abandonnés. Les installations de loisirs des travailleurs du pétrole, comme leur cinéma et leur bar, ont été usées par le temps. Malheureusement, leur parc et leur musée ont été abandonnés par la société et ont subi d'importants dégâts à l'intérieur et à l'extérieur de leurs locaux.
Malgré toutes les négligences dont il a fait l'objet tout au long de l'histoire économique de l'Argentine, le quartier survit encore grâce au pétrole, puisque YPF y conserve un siège important.

## Démographie

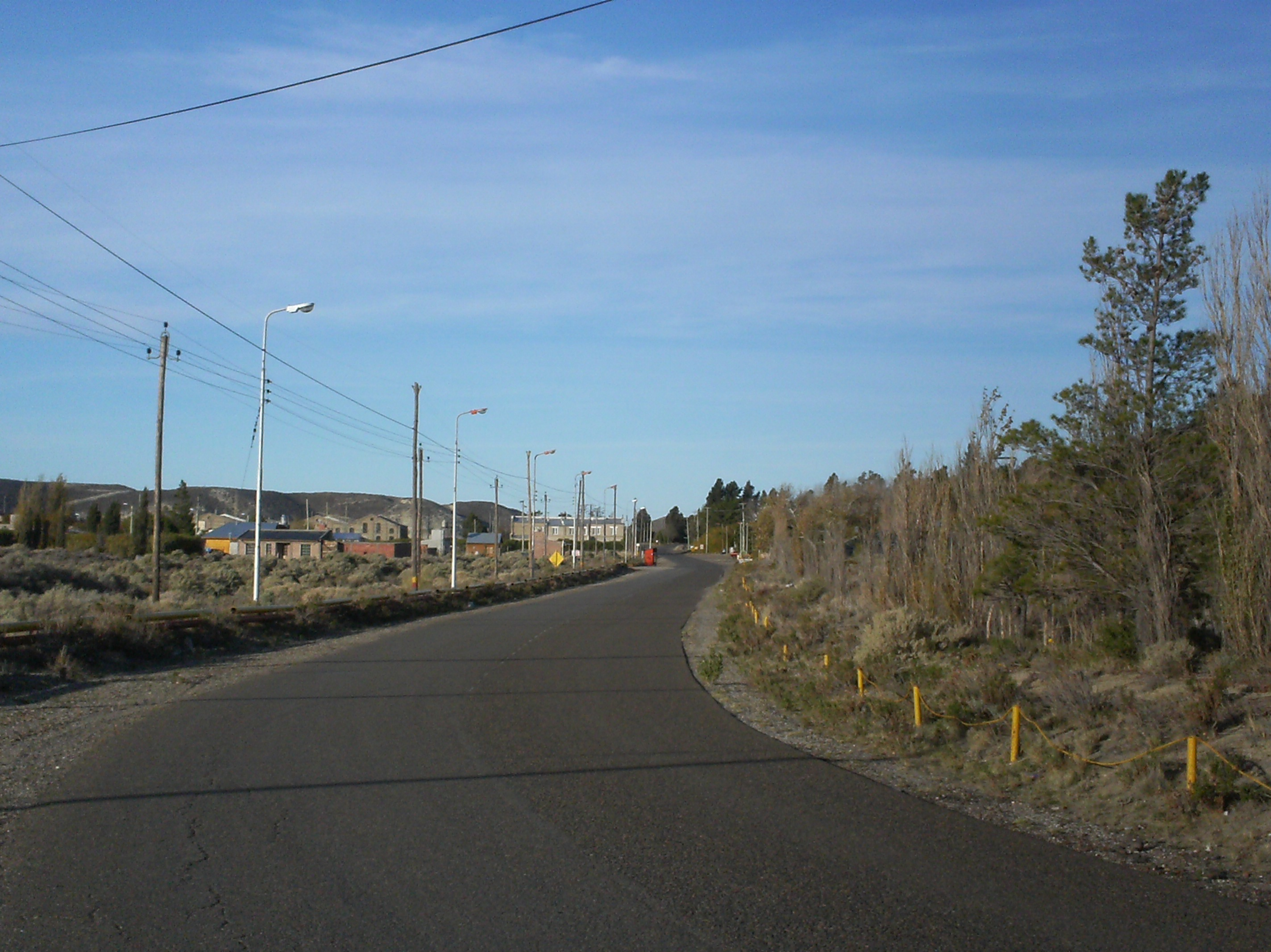
La rue qui mène au quartier révèle ses maisons historiques et son ancienneté.

Avec la chute de l'activité pétrolière après le départ de la société Astra, la population a diminué jusqu'à aujourd'hui. En 1957, elle comptait 1 500 habitants. Elle comptait 219 habitants (Indec, 2001), ce qui représente une diminution de 37,6 % par rapport aux 351 habitants (Indec, 1991) du recensement précédent, à cette occasion, 109 logements avaient été recensés. Parmi les causes de l'exode figurent la baisse de l'exploitation pétrolière, la grande distance avec le Barrio Centro et le manque de logements et d'équipements.
En 1957, le chemin de fer qui traversait la ville comptait environ 1 500 habitants, qui ont été ajoutés au total des autres localités, afin de donner un chiffre pour le nombre de personnes qu'il desservait.18 La municipalité de Comodoro fait maintenant partie de la municipalité. En 2001, il ne faisait pas partie de la conurbation Comodoro Rivadavia - Rada Tilly, car il est très éloigné du Barrio Centro, à quelque 20 km au nord. L'expansion de la ville pétrolière a entraîné la création de différents quartiers dans les environs d'Astra, à 11, 12, 14 et 17 kilomètres. Cela permettrait à Astra d'être incluse dans l'agglomération de Comodoro dans les données finales du recensement de 2010 ou du prochain recensement. Le recensement national de 2010 a montré que le quartier d'Astra compte 341 habitants, avec une augmentation de 5,08 % de la population après 20 ans.

## Sports

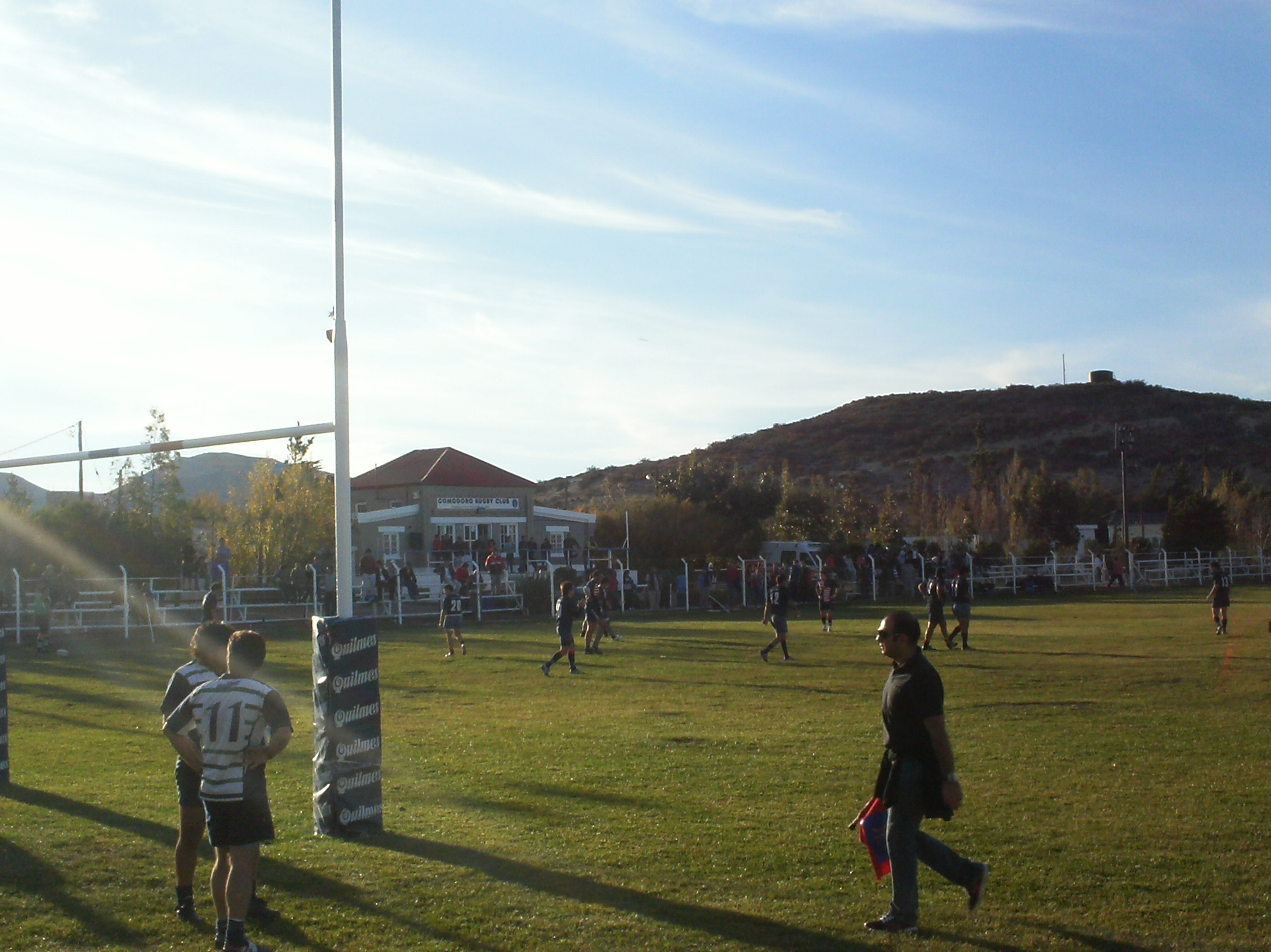
Astra est réputée pour sa pratique du rugby, pratiqué par son club Comodoro Rugby.

### Rugby
Le rugby est sans aucun doute le sport par excellence à Astra, son club est le Comodoro Rurby Club et il est l'un des plus importants de la ville, son terrain est l'un des meilleurs et ses installations sont parmi les meilleures. Le terrain et le club font partie de l'équipe senior Unión Austral de rugby qui participe au tournoi Zona Ascenso Sur 2 de l'Argentino de Mayores de la discipline. Il s'agit d'une étape préliminaire à la promotion dans l'élite de l'union nationale de rugby (la catégorie la plus élevée). L'équipe d'Unión Austral est composée d'équipes de Pico Truncado, Comodoro Rivadavia, Caleta Olivia et Las Heras.

### Football
Le Club Atlético Astra a été fondé dans ce quartier en 1924 et est bien connu pour sa participation à la ligue de football de Comodoro Rivadavia. Il disposait d'un terrain de football en herbe (aujourd'hui le Comodoro Rugby Club). Elle a disparu à la suite du départ de la société Astra. Ce club désormais disparu renaît sous le nom de Club Deportivo Cultural y Social Astra en 2008. Elle compte aujourd'hui 80 joueurs entre les disciplines du football et du basket. Son objectif principal est d'offrir aux enfants de la zone nord la possibilité de pratiquer des sports gratuitement. Il est situé au dernier étage des archives historiques municipales, où sont conservées des photos et des images du Club Atlético Astra.